# Villa Saint-Jean (Saint-Martin-de-Seignanx)
Pour les articles homonymes, voir Villa Saint-Jean.
La Villa Saint-Jean est une maison située à Saint-Martin-de-Seignanx, en France. Les architectes de la maison sont les frères Gomez, Louis (1876 - 1940) et Benjamin (1885 - 1959).

## Protection
L'édifice est inscrit au titre des monuments historiques en 2007.